# کارلزبد (تگزاس)
کارلزبد (به انگلیسی: Carlsbad) یک منطقهٔ مسکونی در ایالات متحده آمریکا است که در شهرستان تام گرین، تگزاس واقع شده‌است. کارلزبد ۴٫۱ کیلومتر مربع مساحت و ۷۱۹ نفر جمعیت دارد و ۶۱۶٫۹۲ متر بالاتر از سطح دریا واقع شده‌است.